# Saint-Silvain-sous-Toulx
Saint-Silvain-sous-Toulx è un comune francese di 155 abitanti situato nel dipartimento della Creuse nella regione della Nuova Aquitania.

## Società

### Evoluzione demografica
Abitanti censiti